# Lesquerde
Lesquerde (em catalão:  L'Esquerda) é uma comuna francesa na região administrativa da Occitânia, no departamento dos Pirenéus Orientais. Estende-se por uma área de 15.67 km², e possui 136 habitantes, segundo o censo de 2018, com uma densidade de 8.7 hab/km².